# Palthis plagiata
Palthis plagiata là một loài bướm đêm trong họ Noctuidae.